# Fraccionamiento Villa la Vista
Fraccionamiento Villa la Vista är en ort i Mexiko.   Den ligger i kommunen Huatusco och delstaten Veracruz, i den sydöstra delen av landet, 230 km öster om huvudstaden Mexico City. Fraccionamiento Villa la Vista ligger 1 362 meter över havet och antalet invånare är 135.
Terrängen runt Fraccionamiento Villa la Vista är kuperad, och sluttar österut. Runt Fraccionamiento Villa la Vista är det tätbefolkat, med 276 invånare per kvadratkilometer. Närmaste större samhälle är Huatusco de Chicuellar, 1,2 km öster om Fraccionamiento Villa la Vista. I omgivningarna runt Fraccionamiento Villa la Vista växer i huvudsak städsegrön lövskog.